# Ranojevicia vagans
Ranojevicia vagans är en svampart som beskrevs av Ranoj. & Bubák 1910. Ranojevicia vagans ingår i släktet Ranojevicia, divisionen sporsäcksvampar och riket svampar.   Inga underarter finns listade i Catalogue of Life.